# Seznam velkostatků v Čechách na přelomu 19. a 20. století
Přehled velkostatků v Českém království podle velikosti vytvořený podle Schematismu majitelů velkostatků vydaného v Praze v roce 1891. Celková výměra půdy v hektarech zahrnuje lesní porosty, zemědělskou půdu a vodní plochy v rozsahu nad 1 000 hektarů. Jména majitelů velkostatků jsou uvedena k roku 1891. Z níže uvedeného přehledu vyplývá dominantní postavení ve vlastnictví půdy v Čechách v rodině Schwarzenbergů v obou liniích (hlubocká a orlická), významný pozemkový majetek soustředili ve svých rukách také Fürstenbergové, Colloredo-Mannsfeldové nebo Thurn-Taxisové. Z nákupu majetku klášterů zrušených za Josefa II. pocházelo bohatství knížecích rodů Windischgrätzů a Metternichů. Až do 20. století si velký majetek udržely i starobylé české rody (Valdštejnové, Černínové, Kinští, Lobkovicové), historickou kontinuitu si ve vlastnictví pozemků uchovaly i církevní instituce (pražské arcibiskupství, kláštery). Během 19. století mezi velkostatkáře pronikli také významní průmyslníci. Hektarová výměra velkostatků z níže uvedeného přehledu zůstala bez větších změn až do pozemkové reformy. 

## Seznam
| Velkostatek                     | Výměra v hektarech | Majitel                                               |
| ------------------------------- | ------------------ | ----------------------------------------------------- |
| Český Krumlov                   | 49 198             | Adolf Josef kníže ze Schwarzenbergu                   |
| Křivoklát                       | 39 814             | Maxmilián Egon kníže z Fürstenbergu                   |
| Třeboň                          | 28 863             | Adolf Josef kníže ze Schwarzenbergu                   |
| Dobříš                          | 24 826             | Josef František kníže Colloredo-Mannsfeld             |
| Zbiroh                          | 23 920             | Josef František kníže Colloredo-Mannsfeld             |
| Vimperk                         | 21 576             | Adolf Josef kníže ze Schwarzenbergu                   |
| Hluboká nad Vltavou             | 18 220             | Adolf Josef kníže ze Schwarzenbergu                   |
| Frýdlant                        | 17 750             | Eduard hrabě Clam-Gallas                              |
| Orlík–Zvíkov                    | 17 539             | Karel III. kníže ze Schwarzenbergu                    |
| Nové Hrady                      | 16 588             | Karel Bonaventura hrabě Buquoy-Longueval              |
| Chlumec nad Cidlinou            | 15 464             | Josef Oktavián hrabě Kinský z Vchynic a Tetova        |
| Jilemnice                       | 14 264             | Jan Nepomuk hrabě z Harrachu                          |
| Plasy                           | 13 821             | Richard Klemens kníže Metternich                      |
| Tachov                          | 13 340             | Alfred III. kníže Windischgrätz                       |
| Kostelec nad Černými lesy       | 12 450             | Jan II. kníže z Lichtenštejna                         |
| Prášily–Dlouhá Ves              | 12 333             | Adolf Josef kníže ze Schwarzenbergu                   |
| Hořovice                        | 11 810             | Vilém kníže Hanau                                     |
| Jindřichův Hradec               | 11 455             | Jaromír hrabě Černín z Chudenic                       |
| Bělá pod Bezdězem               | 11 086             | Arnošt Antonín hrabě z Valdštejna                     |
| Děčín                           | 11 016             | František de Paula hrabě z Thun-Hohensteina           |
| Netolice–Libějovice             | 10 990             | Adolf Josef kníže ze Schwarzenbergu                   |
| Červený Hrádek                  | 10 925             | Gottfried princ Hohenlohe-Langenburg                  |
| Horšovský Týn                   | 10 671             | Karel kníže z Trauttmansdorffu                        |
| Rychmburk–Chroustovice          | 10 415             | Albert Maria kníže z Thurn-Taxisu                     |
| Bečov nad Teplou                | 10 220             | Bedřich vévoda Beaufort-Spontin                       |
| Opočno                          | 10 032             | Josef František kníže Colloredo-Mannsfeld             |
| Česká Kamenice                  | 9 984              | Ferdinand Bonaventura kníže Kinský z Vchynic a Tetova |
| Dobrovice–Loučeň                | 9 798              | Alexandr princ z Thurn-Taxisu                         |
| Duchcov                         | 9 746              | Jiří hrabě z Valdštejna                               |
| Rožmitál pod Třemšínem          | 9 284              | Arcibiskupství pražské                                |
| Nasavrky                        | 8 967              | František Josef kníže z Auerspergu                    |
| Doksy                           | 8 864              | Arnošt Antonín hrabě z Valdštejna                     |
| Osek                            | 8 696              | Klášter Osek                                          |
| Vrchlabí                        | 8 662              | Aloisie hraběnka Černínová z Chudenic                 |
| Kopidlno                        | 8 602              | Ervín hrabě Šlik                                      |
| Jindřichovice–Kraslice          | 8 560              | Ervín Felix hrabě z Nostic-Rhienecku                  |
| Merklín                         | 8 470              | Eduard hrabě Pálffy z Erdödu                          |
| Zbraslav                        | 8 429              | Karel Bedřich kníže z Oettingen-Wallersteinu          |
| Horní Maršov                    | 8 420              | Rudolf hrabě Černín z Chudenic                        |
| Dašice                          | 8 417              | Alexandr markrabě Pallavicini                         |
| Falknov nad Ohří (dnes Sokolov) | 8 256              | Ervín Felix hrabě z Nostic-Rhienecku                  |
| Protivín                        | 8 196              | Adolf Josef kníže ze Schwarzenbergu                   |
| Polná–Přibyslav                 | 7 864              | Klotylda hraběnka Clam-Gallasová                      |
| Brandýs nad Labem               | 7 816              | arcivévoda Ludvík Salvátor                            |
| Drhovle                         | 7 682              | Jiří Kristián kníže z Lobkovic                        |
| Chotěšov                        | 7 586              | Albert Maria kníže z Thurn-Taxisu                     |
| Uhříněves                       | 7 561              | Jan II. kníže z Lichtenštejna                         |
| Petrohrad                       | 7 550              | Jaromír hrabě Černín z Chudenic                       |
| Mnichovo Hradiště               | 7 461              | Arnošt Antonín hrabě z Valdštejna                     |
| Velké Dvorce–Přimda             | 7 429              | Jindřich hrabě Krakovský z Kolovrat                   |
| Rychnov nad Kněžnou             | 7 424              | Zdeněk hrabě Krakovský z Kolovrat                     |
| Přísečnice                      | 7 350              | Karel Bonaventura hrabě Buquoy z Longuevalu           |
| Náchod                          | 7 280              | Vilém kníže Schaumburg-Lippe                          |
| Poděbrady                       | 7 127              | Arnošt Filip princ Hohenlohe-Schillingsürst           |
| Zákupy                          | 7 116              | císař František Josef                                 |
| Vysoký Chlumec                  | 7 062              | Mořic kníže z Lobkovic                                |
| Teplá                           | 6 845              | Klášter Teplá                                         |
| Litomyšl                        | 6 825              | Albert Maria kníže z Thurn-Taxisu                     |
| Kynžvart                        | 6 681              | Richard Klemens kníže Metternich                      |
| Chudenice                       | 6 677              | Jaromír hrabě Černín z Chudenic                       |
| Mimoň                           | 6 643              | František hrabě z Hartigu                             |
| Krásný Dvůr                     | 6 592              | Jaromír hrabě Černín z Chudenic                       |
| Jáchymov                        | 6 589              | C.k. lesní správa                                     |
| Liberec                         | 6 532              | Eduard hrabě Clam-Gallas                              |
| Chlum u Třeboně                 | 6 525              | arcivévoda František Ferdinand d'Este                 |
| Pardubice                       | 6 492              | Richard Drasche                                       |
| Spálené Poříčí                  | 6 481              | Metropolitní kapitula u sv. Víta v Praze              |
| Lnáře                           | 6 399              | Karel svobodný pán z Lilgenau                         |
| Kumburk–Radim                   | 6 401              | Karel kníže z Trauttmansdorffu                        |
| Dymokury                        | 6 311              | Děpold hrabě Černín z Chudenic                        |
| Postoloprty–Nový Hrad           | 6 107              | Adolf Josef kníže ze Schwarzenbergu                   |
| Tachlovice                      | 6 096              | císař František Josef                                 |
| Nový zámek                      | 5 958              | Albrecht Vincenc hrabě z Kounic                       |
| Světlá nad Sázavou              | 5 945              | Johanna hraběnka z Thun-Hohensteinu                   |
| Bystřice nad Úhlavou            | 5 941              | Leopold kníže Hohenzollern-Sigmaringen                |
| Bílina                          | 5 904              | Mořic kníže z Lobkovic                                |
| Bezdružice                      | 5 896              | Karel Jindřich kníže z Löwenstein-Wertheimu           |
| Bechyně                         | 5 847              | Karel kníže Paar                                      |
| Bor u Tachova                   | 5 822              | Karel Jindřich kníže z Löwenstein-Wertheimu           |
| Šťáhlavy–Nebílovy               | 5 479              | Arnošt Antonín hrabě z Valdštejna                     |
| Smečno–Slaný                    | 5 663              | Jindřich Karel hrabě Clam-Martinic                    |
| Sadová                          | 5 645              | Jan Nepomuk hrabě z Harrachu                          |
| Cítoliby                        | 5 640              | Adolf Josef kníže ze Schwarzenbergu                   |
| Dolní Lukavice                  | 5 582              | Karel hrabě Schönborn                                 |
| Kašperk                         | 5 484              | Město Kašperské Hory                                  |
| Nejdek                          | 5 448              | Moritz Königswarter                                   |
| Svijany–Sychrov                 | 5 417              | Kamil kníže Rohan-Gueménée                            |
| Grabštejn                       | 5 409              | Eduard hrabě Clam-Gallas                              |
| Konopiště                       | 5 397              | arcivévoda František Ferdinand d'Este                 |
| Lanškroun                       | 5 363              | Jan II. kníže z Lichtenštejna                         |
| Čechtice–Dolní Kralovice        | 5 318              | František Josef kníže z Auerspergu                    |
| Zdíkov                          | 5 139              | František Antonín hrabě z Thun-Hohensteina            |
| Tloskov                         | 5 064              | Čeněk Daněk                                           |
| Nové Sedlo–Jezeří               | 5 056              | Mořic kníže z Lobkovic                                |
| Smržovka                        | 4 882              | Theodor hrabě Desfours-Walderode                      |
| Kamenice nad Lipou              | 4 821              | Rudolf svobodný pán Geymüller                         |
| Smiřice                         | 4 818              | císař František Josef                                 |
| Benátky nad Jizerou             | 4 816              | Länderbank, Vídeň                                     |
| Loket                           | 4 668              | Město Loket                                           |
| Chýnov                          | 4 667              | Adolf Josef kníže ze Schwarzenbergu                   |
| Žehušice                        | 4 575              | Josef Osvald II. hrabě Thun-Hohenstein                |
| Teplice                         | 4 540              | Edmund kníže Clary-Aldringen                          |
| Planá                           | 4 535              | Marie hraběnka z Nostic-Rhienecku                     |
| Častolovice                     | 4 505              | Leopold hrabě ze Šternberka                           |
| Ledeč nad Sázavou               | 4 472              | Tereziánský ústav šlechtičen, Praha                   |
| Komorní Hrádek                  | 4 457              | Jan Karel kníže Khevenhüller-Metsch                   |
| Heřmanův Městec                 | 4 405              | Ferdinand Bonaventura kníže Kinský z Vchynic a Tetova |
| Klášterec nad Ohří              | 4 398              | Josef Osvald II. hrabě Thun-Hohenstein                |
| Trhanov                         | 4 382              | Filip hrabě ze Stadionu                               |
| Vlašim                          | 4 364              | Karel kníže z Auerspergu                              |
| Vyšší Brod                      | 4 352              | Klášter Vyšší Brod                                    |
| Zlonice–Budenice                | 4 325              | Ferdinand Bonaventura kníže Kinský z Vchynic a Tetova |
| Hrubá Skála                     | 4 321              | Jan svobodný pán Lexa z Aehrenthalu                   |
| Broumov                         | 4 282              | Klášter Broumov                                       |
| Dolní Břežany                   | 4 248              | Arcibiskupství pražské                                |
| Ronov nad Doubravou             | 4 218              | Nadace hraběte Karla Caretta-Millesima                |
| Želeč                           | 4 112              | Jan Nepomuk hrabě z Harrachu                          |
| Kopisty                         | 4 018              | Město Most                                            |
| Poběžovice                      | 3 989              | František Karel hrabě Coudenhove                      |
| Chyše                           | 3 985              | Vladimír hrabě Lažanský z Bukové                      |
| Újezd Svatého Kříže             | 3 974              | Aglaja svobodná paní Kocová z Dobrše                  |
| Kout na Šumavě                  | 3 948              | Bedřich hrabě ze Stadionu                             |
| Plzeň                           | 3 931              | město Plzeň                                           |
| Kardašova Řečice                | 3 842              | Karel kníže Paar                                      |
| Libochovice                     | 3 821              | Terezie hraběnka Herbersteinová                       |
| Jáchymov                        | 3 821              | Město Jáchymov                                        |
| Střítež                         | 3 821              | Leopold kníže Hohenzollern-Sigmaringen                |
| Chomutov                        | 3 807              | Město Chomutov                                        |
| Liběchov                        | 3 778              | Marie Luisa hraběnka zu Lippe-Biesterfeld             |
| Bynov                           | 3 756              | Edmund kníže Clary-Aldringen                          |
| Kácov                           | 3 724              | císař František Josef                                 |
| Semily                          | 3 698              | Kamil kníže Rohan-Gueménée                            |
| Milevsko                        | 3 694              | Klášter Strahov                                       |
| Libčeves                        | 3 670              | Mořic kníže z Lobkovic                                |
| Mladá Vožice                    | 3 621              | Karel hrabě Küenburg                                  |
| Radim                           | 3 605              | Jan II. kníže z Lichtenštejna                         |
| Kladruby                        | 3 586              | Alfred III. kníže Windischgrätz                       |
| Rataje nad Sázavou              | 3 579              | Jan II. kníže z Lichtenštejna                         |
| Mšec                            | 3 526              | Adolf Josef kníže ze Schwarzenbergu                   |
| Nové Dvory                      | 3 512              | Rudolf hrabě Chotek z Chotkova a Vojnína              |
| Roudnice nad Labem              | 3 510              | Mořic kníže z Lobkovic                                |
| Manětín                         | 3 509              | Jan hrabě Lažanský z Bukové                           |
| Letohrad                        | 3 491              | Anna hraběnka Stubenbergová                           |
| Železná Ruda                    | 3 491              | Leopold kníže Hohenzollern-Sigmaringen                |
| Kostelec nad Orlicí             | 3 462              | Bedřich Karel hrabě Kinský z Vchynic a Tetova         |
| Černovice                       | 3 447              | Amálie hraběnka Reichenbach-Lessonitz                 |
| Mělník                          | 3 437              | Jiří Kristián kníže z Lobkovic                        |
| Ostrov                          | 3 321              | arcivévoda Ferdinand Toskánský                        |
| Žinkovy                         | 3 308              | Jan Nepomuk hrabě z Harrachu                          |
| Vojnův Městec                   | 3 285              | Klotylda hraběnka Clam-Gallasová                      |
| Hartenberg                      | 3 273              | Františka hraběnka Auerspergová                       |
| Blatná                          | 3 244              | Ferdinand svobodný pán Hildprandt z Ottenhausenu      |
| Březnice                        | 3 209              | Eduard hrabě Pálffy z Erdödu                          |
| Králíky                         | 3 201              | Michael Robert hrabě z Althannu                       |
| Plánice                         | 3 200              | Arnošt hrabě Wallis                                   |
| Žamberk                         | 3 160              | Oskar Parish                                          |
| Chříč                           | 3 144              | Tereziánský ústav šlechtičen, Praha                   |
| Křinec                          | 3 121              | Moritz Bethmann                                       |
| Lysá nad Labem                  | 3 105              | Bedřich von Leitenberger                              |
| Nová Bystřice                   | 3 088              | dědicové z rodu Riese-Stallburg                       |
| Žichovice–Rabí                  | 3 076              | František Emerich hrabě z Lambergu                    |
| Český Šternberk                 | 3 047              | Zdeněk hrabě ze Šternberka                            |
| Zelená Hora                     | 3 016              | Vilemína princezna Auerspergová                       |
| Červené Poříčí                  | 3 011              | císař František Josef                                 |
| Sedlec                          | 3 000              | Karel III. kníže ze Schwarzenbergu                    |
| Štěkeň                          | 2 998              | Alfred III. kníže Windischgrätz                       |
| Kamenice                        | 2 942              | František Ringhoffer                                  |
| Týnec                           | 2 888              | Leopold Filip hrabě Krakovský z Kolovrat              |
| Chlumec                         | 2 886              | Bedřich hrabě Westphalen-Fürstenberg                  |
| Mníšek pod Brdy                 | 2 878              | Karel svobodný pán Schirnding                         |
| Nový Berštejn                   | 2 874              | Arnošt Antonín hrabě z Valdštejna                     |
| Stružná                         | 2 871              | Heřman Zdenko hrabě Černín z Chudenic                 |
| Lovosice                        | 2 868              | Adolf Josef kníže ze Schwarzenbergu                   |
| Choltice                        | 2 865              | Jan Nepomuk hrabě Thun-Hohenstein                     |
| Chodová Planá                   | 2 848              | Arnošt hrabě Berchem-Heimhausen                       |
| Slapy–Davle                     | 2 848              | Ludvík svobodný pán Korb z Weidenheimu                |
| Bzí                             | 2 845              | Adolf Josef kníže ze Schwarzenbergu                   |
| Žleby–Tupadly                   | 2 824              | František Josef kníže z Auerspergu                    |
| České Budějovice                | 2 814              | Město České Budějovice                                |
| Kost                            | 2 804              | Flaminio svobodný pán Dal Borgo-Netolický             |
| Březno                          | 2 798              | Albrecht Vincenc hrabě z Kounic                       |
| Opařany                         | 2 790              | Karel kníže Paar                                      |
| Libá                            | 2 787              | Klement hrabě Zedtwitz                                |
| Solnice                         | 2 784              | bratři Goldsteinové                                   |
| Lipová                          | 2 780              | Johanna hraběnka Thun-Hohensteinová                   |
| Želiv                           | 2 772              | Klášter Želiv                                         |
| Týn nad Vltavou                 | 2 769              | Arcibiskupství pražské                                |
| Kounice                         | 2 761              | Jan II. kníže z Lichtenštejna                         |
| Chrast                          | 2 711              | Biskupství královéhradecké                            |
| Valeč                           | 2 697              | Vincenc hrabě Thurn-Valsassina                        |
| Choceň                          | 2 681              | Ferdinand Bonaventura kníže Kinský z Vchynic a Tetova |
| Landštejn                       | 2 649              | Ferdinand svobodný pán Wenzel ze Sternbachu           |
| Nečtiny                         | 2 647              | Alfons Bedřich hrabě Mensdorff-Pouilly                |
| Chotoviny                       | 2 626              | Jan Nádherný z Borutína                               |
| Osov                            | 2 625              | Karel III. kníže ze Schwarzenbergu                    |
| Rumburk                         | 2 616              | Jan II. kníže z Lichtenštejna                         |
| Horní Hrad                      | 2 590              | Ferdinand Maria hrabě Buquoy z Longuevalu             |
| Tábor                           | 2 590              | Město Tábor                                           |
| Zásmuky                         | 2 569              | Leopold hrabě ze Šternberka                           |
| Jistebnice                      | 2 557              | Otmar Nádherný z Borutína                             |
| Rosice                          | 2 508              | Ferdinand Bonaventura kníže Kinský z Vchynic a Tetova |
| Nepomyšl                        | 2 508              | Terezie hraběnka Herbersteinová                       |
| Zruč nad Sázavou                | 2 496              | Adolf Schebek                                         |
| Hluboš                          | 2 488              | Karel Bedřich kníže z Oettingen-Wallersteinu          |
| Český Dub                       | 2 468              | Kamil kníže Rohan-Gueménée                            |
| Malešov                         | 2 467              | Bedřich svobodný pán z Dalbergu                       |
| Dolní Beřkovice                 | 2 466              | Ferdinand princ z Lobkovic                            |
| Hradiště                        | 2 444              | Eduard hrabě Pálffy z Erdödu                          |
| Sloup v Čechách                 | 2 443              | August František hrabě Kinský z Vchynic a Tetova      |
| Horažďovice                     | 2 415              | Ferdinand Bonaventura kníže Kinský z Vchynic a Tetova |
| Měcholupy                       | 2 398              | Antonín Dreher                                        |
| Vlachovo Březí                  | 2 327              | Terezie hraběnka Herbersteinová                       |
| Police nad Metují               | 2 294              | Klášter Broumov                                       |
| Doudleby nad Orlicí             | 2 287              | Michael hrabě z Bubna a z Litic                       |
| Krukanice                       | 2 254              | Klášter Teplá                                         |
| Liblín                          | 2 248              | Ottilie Goldschmidt-Przibram                          |
| Drahenice                       | 2 165              | Anna princezna z Lobkovic                             |
| Slabce                          | 2 165              | Alexis princ Croÿ-Dülmen                              |
| Pakoměřice–Měšice               | 2 164              | Ervín Felix hrabě z Nostic-Rhienecku                  |
| Nové Město nad Metují           | 2 164              | Karel hrabě z Lambergu jako administrátor             |
| Boleboř                         | 2 142              | Město Jirkov                                          |
| Zvoleněves                      | 2 134              | císař František Josef                                 |
| Radnice                         | 2 117              | Leopold hrabě ze Šternberka                           |
| Kolešovice                      | 2 100              | Karel Olivier hrabě Wallis                            |
| Buštěhrad                       | 2 087              | císař František Josef                                 |
| Příbram                         | 2 086              | Město Příbram                                         |
| Červená Řečice                  | 2 084              | Arcibiskupství pražské                                |
| Starý Knín                      | 2 080              | Řád Křižovníků s červenou hvězdou                     |
| Jemniště                        | 2 079              | Zdeněk hrabě ze Šternberka                            |
| Jeviněves–Veltrusy              | 2 064              | Rudolf hrabě Chotek z Chotkova a Vojnína              |
| Žlutice                         | 2 048              | Otakar Máša, Karel Proksch                            |
| Nové Hrady                      | 2 028              | Jan Antonín hrabě Harbuval-Chamaré                    |
| Šluknov                         | 2 028              | Ernst Grumbt                                          |
| Ploskovice                      | 2 008              | císař František Josef                                 |
| Strakonice                      | 2 008              | Řád Maltézských rytířů                                |
| Lemberk                         | 1 995              | Eduard hrabě Clam-Gallas                              |
| Peruc                           | 1 982              | František Antonín hrabě z Thun-Hohensteina            |
| Liblice                         | 1 979              | Antonie hraběnka z Valdštejna                         |
| Lázně Bělohrad                  | 1 975              | Anna hraběnka von der Asseburg                        |
| Větrný Jeníkov                  | 1 979              | Městská spořitelna Liberec                            |
| Chocenice                       | 1 968              | Arnošt Antonín hrabě z Valdštejna                     |
| Nový Rychnov                    | 1 942              | Arcibiskupství pražské                                |
| Trmice                          | 1 940              | Marie Anna hraběnka Silva-Tarouca                     |
| Ratměřice-Jankov                | 1 904              | Rudolf hrabě Chotek z Chotkova a Vojnína              |
| Adršpach                        | 1 901              | Konstantin Nádherný z Borutína                        |
| Golčův Jeníkov                  | 1 874              | Rosálie Ottová von Ottenkron                          |
| Kolín                           | 1 881              | Hans Berlepsch                                        |
| Vrbice                          | 1 881              | Sever Obermeyer                                       |
| Vrané nad Vltavou               | 1 861              | Metropolitní kapitula u sv. Víta v Praze              |
| Doksany                         | 1 869              | Jan Antonín svobodný pán Lexa z Aehrenthalu           |
| Karlštejn                       | 1 861              | Tereziánský ústav šlechtičen Praha                    |
| Lešany                          | 1 856              | Metropolitní kapitula u sv. Víta v Praze              |
| Herálec                         | 1 841              | Gustav Gross                                          |
| Ahníkov                         | 1 840              | Emanuel Karsch                                        |
| Toužetín                        | 1 826              | Adolf Josef kníže ze Schwarzenbergu                   |
| Červené Pečky                   | 1 824              | Theodor svobodný pán Hrubý z Jelení                   |
| Horní Cerekev                   | 1 814              | Leopold kníže Hohenzollern-Sigmaringen                |
| Karlovy Vary                    | 1 810              | Město Karlovy Vary                                    |
| Hroby                           | 1 800              | Alois hrabě Krakovský z Kolovrat                      |
| Podbořany                       | 1 778              | Siegfried starohrabě Salm-Reifferscheidt              |
| Chotěboř                        | 1 747              | Jan Václav svobodný pán Dobřenský z Dobřenic          |
| Líšťany                         | 1 707              | Karel Jindřich kníže z Löwenstein-Wertheimu           |
| Rožmberk nad Vltavou            | 1 705              | Karel Bonaventura hrabě Buquoy z Longuevalu           |
| Lipnice nad Sázavou             | 1 696              | Karel kníže z Trauttmansdorffu                        |
| Horní Studenec                  | 1 676              | Alois Goldreich von Bronneck                          |
| Liběšice                        | 1 649              | Josef Schroll                                         |
| Neznašov                        | 1 630              | Otakar hrabě Berchtold z Uherčic                      |
| Sázava                          | 1 607              | Bedřich Schwarz                                       |
| Křemýž                          | 1 604              | Jan hrabě Ledebur-Wicheln                             |
| Doupov                          | 1 562              | Kurt hrabě Zedtwitz                                   |
| Brodce                          | 1 540              | Marie hraběnka z Nostic-Rhienecku                     |
| Bezno                           | 1 526              | císař František Josef                                 |
| Borohrádek                      | 1 526              | František hrabě Lützow                                |
| Lukavec                         | 1 496              | Arnošt kníže z Löwenstein-Wertheimu                   |
| Polička                         | 1 495              | Město Polička                                         |
| Brandýs nad Orlicí              | 1 480              | Oskar svobodný pán Parish                             |
| Vintířov                        | 1 475              | Ferdinand princ z Lobkovic                            |
| Houska                          | 1 474              | Albrecht Vincenc hrabě z Kounic                       |
| Dírná                           | 1 472              | Evžen hrabě Vratislav z Mitrovic                      |
| Smidary                         | 1 417              | Rosalie Wagnerová von Walernstädt                     |
| Dětenice                        | 1 468              | Řád maltézských rytířů                                |
| Kuks                            | 1 446              | Nadace hraběte Šporka                                 |
| Hradištko                       | 1 442              | Klášter Strahov                                       |
| Rokytnice v Orlických horách    | 1 415              | Marie hraběnka z Nostic-Rhienecku                     |
| Řepín                           | 1 386              | Tereziánská akademie ve Vídni                         |
| Košátky                         | 1 360              | Jindřich hrabě Krakovský z Kolovrat                   |
| Svojšín                         | 1 358              | Karel svobodný pán Juncker-Bigatto                    |
| Rožďalovice                     | 1 355              | Jiří Kristián kníže z Lobkovic                        |
| Horoměřice                      | 1 354              | Klášter Strahov                                       |
| Nekmíř                          | 1 350              | Karel Bedřich hrabě Schönborn                         |
| Vinoř                           | 1 350              | Děpold hrabě Černín z Chudenic                        |
| Lomnice nad Popelkou            | 1 347              | Kamil kníže Rohan-Gueménée                            |
| Velhartice                      | 1 332              | Gottlieb Henneberg-Spiegel                            |
| Obříství                        | 1 313              | Ferdinand hrabě z Trauttmansdorffu                    |
| Vildštejn                       | 1 309              | Engelhardt hrabě Wolkenstein-Trostburg                |
| Miletín                         | 1 305              | Alexandr Josef kníže Schönburg-Hartenstein            |
| Křimice                         | 1 294              | František princ z Lobkovic                            |
| Křesetice-Úmonín                | 1 294              | Johanna svobodná paní von Schäffer                    |
| Smilkov                         | 1 291              | August von Doerr                                      |
| Pyšely                          | 1 286              | Ernst Hofmeier                                        |
| Stvolínky                       | 1 285              | Biskupství litoměřické                                |
| Benešov nad Ploučnicí           | 1 278              | Josef Osvald hrabě z Thun-Hohensteinu                 |
| Panenský Týnec                  | 1 268              | Terezie hraběnka Herbersteinová                       |
| Svojšice                        | 1 254              | Michael Robert hrabě z Althannu                       |
| Kunžak                          | 1 243              | Leopold hrabě Podstatský z Lichtenštejna              |
| Komařice                        | 1 227              | Klášter Vyšší Brod                                    |
| Vilémov                         | 1 228              | Eckmühl svobodný pán Rajský z Dubnice                 |
| Vysoká Libyně                   | 1 214              | Antonín Kreissl                                       |
| Hostinné                        | 1 210              | František hrabě Deym ze Stříteže                      |
| Dlažkovice                      | 1 207              | Karel Bedřich hrabě Schönborn                         |
| Votice                          | 1 194              | Gustav von Schlesinger                                |
| Chvatěruby                      | 1 187              | Adolf svobodný pán Riese-Stallburg                    |
| Prčice                          | 1 184              | Bedřich von Eisenstein                                |
| Maleč                           | 1 183              | František Ladislav Rieger                             |
| Zahájí                          | 1 182              | Albert Dub                                            |
| Kosmonosy                       | 1 178              | Esriel Pordes                                         |
| Rozsochatec                     | 1 156              | Emanuel Adolf Bechyně z Lažan                         |
| Úhrov                           | 1 156              | Antonín Lang                                          |
| Choustník                       | 1 148              | Helena princezna Rohanová                             |
| Lesná                           | 1 142              | Františka hraběnka z Auerspergu                       |
| Kladno-Hnidousy                 | 1 141              | Klášter Břevnov                                       |
| Pacov                           | 1 122              | Adolf Weiss von Tessbach                              |
| Žacléř                          | 1 114              | Karl Adolf Hesse                                      |
| Obytce                          | 1 109              | Řád maltézských rytířů                                |
| Nelahozeves                     | 1 087              | Mořic kníže z Lobkovic                                |
| Teplice nad Metují              | 1 084              | Alfred hrabě Aichelburg                               |
| Liteň                           | 1 081              | Josef Šebestián Daubek                                |
| Červené Janovice                | 1 079              | Město Kutná Hora                                      |
| Horní Libchava                  | 1 075              | Řád maltézských rytířů                                |
| Velká Chyška                    | 1 075              | Klášter Strahov                                       |
| Malesice                        | 1 070              | Karel Bedřich hrabě Schönborn                         |
| Malá Skála                      | 1 068              | Ludwig Oppenheimer                                    |
| Velké Březno                    | 1 068              | Karel hrabě Chotek z Chotkova a Vojnína               |
| Kynšperk nad Ohří               | 1 062              | Georg Haas z Hasenfelsu                               |
| Hlušice                         | 1 055              | Arthur Wagner von Walernstädt                         |
| Radenín                         | 1 041              | Henrietta hraběnka Baillet-Latour                     |
| Milešov                         | 1 040              | Jan hrabě Ledebur-Wicheln                             |
| Sloupno                         | 1 035              | Klášter Břevnov                                       |
| Stárkov                         | 1 028              | Helfried svobodný pán z Kaisersteina                  |
| Průhonice                       | 1 018              | Marie Anna hraběnka Silva-Tarouca                     |
| Žirovnice                       | 1 014              | Leopold hrabě ze Šternberka                           |
| Lužany                          | 1 010              | Josef Hlávka                                          |
| Okrouhlice                      | 1 005              | Strakova akademie                                     |